# Хатьма
По современной классификации APG IV род в качестве самостоятельного не выделяется, полностью включен в состав рода Мальва (Malva).
Хатьма́ (лат. Lavátera) — род трав, кустарников, некоторых деревьев семейства мальвовых (всего около 25 видов, преимущественно в Средиземноморье, центральной и восточной Азии и в Австралии).

## Название
Научное название рода дано французским ботаником Турнефором в честь швейцарского естествоиспытателя Иоганна Генриха Лаватера (1611—1691).
Народное название растения — просвирняк.

## Описание
Глубоко лопастные листья. Цветки расположены на цветоножках, поодиночке; пазушные или в конечных кистевидных или колосовидных соцветиях, с подчашием из нескольких сросшихся у основания листочков. Окраска венчика обычно розовая или пурпуровая, редко жёлтая. Плодики односемянные, нераскрывающиеся, расположенные правильным кругом.

## Некоторые виды
- Lavatera acerifolia Cav., 1803
- Lavatera arborea (L.) Webb & Berthel. -  Мальва древовидная
- Lavatera cretica L. - Malva multiflora
- Lavatera maritima Gouan
- Lavatera mauritanica Durieu - Malva durieui
- Lavatera olbia L.
- Lavatera punctata All.
- Lavatera thuringiaca L. - Мальва тюрингенская
- Lavatera trimestris L. - Мальва трёхмесячная